# Altán v Čeladné
Altán nad pramenem Cyrilky se nachází v Čeladné, okrese Frýdek-Místek. Altán byl zapsán do seznamu kulturních památek před rokem 1988.

## Historie
Altán je postaven v blízkosti kaple sv. Cyrila a Metoděje, která se nachází pod kopcem Kozincem u silnice k Podolánkám, nad pramenem Cyrilky. Kaple se nachází v blízkosti místa častých nehod dřevařů stahující dříví. V roce 1920 nechala postavit arcibiskupská lesní správa kapličku sv. Anny. Nad pramenem nechal postavit altán biskup Leopold Prečan na památku návštěvy pramene. Altán byl původně nazýván kaple Leopoldka. Autorem altánku byl inženýr Roska z Kroměříže. Areál je oplocený volně přístupný. V blízkosti vedou turistické trasy a cyklotrasy.

## Architektura
Dřevěná stavba čtvercového půdorysu postavená nad pramenem Cyrilky. Na dvou vyřezávaných malovaných sloupcích v přední části a kamenné stěně je posazena jehlanová střecha s vikýřky krytá šindelem. Vrchol střechy ukončuje vyřezávaný malovaný kříž. Sloupky spočívají na kamenných patkách. V kamenné stěně z plochých kvádrů je osově umístěn výklenek s mozaikou sv. Cyrila držícího stavbu kostela. Vyústění pramene se nachází ve vpadlině pod římsou mozaiky.  V pravém rohu mozaiky byla signatura D. Vačkář, Brno.